# Rafael Berges Martín
Rafael Berges Martín (21 de gener de 1971, Còrdova) és un exfutbolista professional andalús, que va ser internacional olímpic amb Espanya. Posteriorment ha fet d'entrenador a diversos equips.

## Trajectòria

### Com a jugador
Rafa Berges es va formar en el club de la seua ciutat natal, el Còrdova. En 1991 fitxa pel CD Tenerife, club amb el qual debuta a primera divisió. Està dues temporades a l'illa, tot dispuntant uns 20 partits cada campanya.
En 1992 forma part de la selecció olímpica espanyola que guanya l'or als Jocs Olímpics de Barcelona. Berges va ser titular a la final contra Polònia.
Acabada l'etapa tinerfenya, s'incorpora al club on romandrà pràcticament tota la seua carrera esportiva, el Celta de Vigo. Des de 1993 fins al 2000 hi jugarà 159 partits amb la samarreta celeste i marca 7 gols. Una greu lesió li va impedir jugar la darrera temporada com a cèltic.
Va tornar a la competició amb el Còrdova, de Segona Divisió, però les molèsties van ser causa perquè el 2002 es retirara definitivament.

### Com a entrenador
Una vegada penjades les botes, Berges va dirigir al filial cordovès, a la 2004/05. Acomiadat a manca de dos mesos per al final de lliga, la següent campanya fitxa pel Lucena, on no acaba la primera volta. El mateix ocòrre l'any posterior amb l'Almeria B. Sense equip, a començaments de la 2008/2009 entrenava al Séneca, un equip cadet d'Andalusia.